# フォーミュラ・トヨタ
フォーミュラ・トヨタ（Formula TOYOTA 、略称:FT）は、かつてトヨタ自動車が主催していた自動車レースの一カテゴリー。いわゆるジュニア・フォーミュラの一つである。国内初のワンメイクフォーミュラとして1990年から2007年まで開催された。

## 概要
FJ1600からフォーミュラ3をつなぐ中間カテゴリとして、1990年からスタートした。2年目の1991年より「メイン」シリーズのほかに「ウエスト（西日本）」シリーズが分かれていたが、2000年から2007年までは一本化したシリーズとして開催された。開始当初よりエッソ石油が冠スポンサーにつき、「ESSOフォーミュラ・トヨタ・シリーズ」と称する。
初代チャンピオンはチームシフトポイントの影山正美。その後も高木虎之介、立川祐路、片岡龍也、平中克幸、小暮卓史、平手晃平、小林可夢偉、中嶋一貴、大嶋和也、関口雄飛らが経験を積み、フォーミュラ3やフォーミュラ・ニッポンなどへステップアップを果たした。
1995年からフォーミュラ・トヨタの車両を使用するフォーミュラトヨタ・レーシングスクール（FTRS）が開校。トヨタ系レーシングドライバーとFTの歴代チャンピオンがインストラクターを務めた。2000年にはFTRSのスカラシップ獲得者がトヨタ推薦枠でフォーミュラ・トヨタに参戦する育成プログラムがスタートし、2005年よりトヨタ・ヤングドライバーズ・プログラム（TDP）に統合された。
しかしシャシーやエンジンが老朽化してきたことに加え、2006年よりトヨタ・日産・ホンダの3社が共同で発足させたフォーミュラチャレンジ・ジャパン（FCJ）が順調な立ち上がりを見せたこと、そしてFTに参戦するドライバーの多くがFCJにも参戦していることなどから、トヨタは2007年をもってシリーズ運営を休止することを発表した。ただし関谷正徳が校長を務めるFTRSについては2008年以降も継続して開催され、2013年までFTのシャシー・エンジンが使用された。

## マシン
エンジンはカテゴリー発足当初から、名機と呼ばれる4A-GE（1,600cc）が一貫して採用されている。当初は4バルブ仕様だったが、1995年のシャシー更新時より5バルブ仕様に変更された。その際市販車では取り付けられていたダイナミックダンパープーリーの撤去などがされていた為最高回転数の上昇も相まってクランクシャフトの折損トラブルが発生した、後にクランクシャフト後端部を5㎜切削除去加工しフライホイールの位置の変更がレギュレーションで認められトラブルを解消している。N1レベルのファインチューンが施され、燃料供給はウェーバー社キャブレターによる。吸気制限は行われておらず、最大出力はおよそ170馬力。
トランスミッションはヒューランド製のHパターン・4速のLD200。
シャシーはトムスが開発し、時期によって3種類存在する。
FT10（1991年-1994年）
アルミモノコックの初代FT車両。トムスGBとアルゴ (Argo Racing Cars) の共同開発。
FT20（1995年-2001年）
エンジンのバルブ数変更（4→5）、カウル形状変更、サスペンションレイアウト変更、サイドバーの追加、メインロールバー強化等が行われた。
空力面でもフロントウィング、リアウィングが一新され特にリアウィングはダウンフォースが大幅に増したためにフラップの取り外しが認められバランスを取る為フロントウィングもガーニーフラップの追加が認められた。
またアルミモノコックの製作時期の差によるリベット本数の問題が有ったためリベットの追加加工、ボルト・ナット類バッテリー、オイルクーラー等性能に著しい差が出ない部品の交換も可と成り元々最低重量を15Kgほど上回っていたこともあり軽量化の為に軽量バッテリー、小型オイルクーラーは言うに及ばずボルトを切削軽量加工するチーム等も現れた、この様な変更がありF3000、F3等の上位カテゴリを経験したメカニックを有するチームによる車の作り込みによる車両の性能差も発生していた

FT30（2002年-2007年）
ジュニア・フォーミュラながらもカーボンモノコックを採用したほか、リミテッド・スリップ・デフ (LSD) を搭載し、ブリヂストンより供給されるタイヤもバイアスタイヤからラジアルタイヤに変更された。

## 歴代勝者
| 年     | チャンピオン                              | チャンピオン                              | 使用車両                  |
| ------ | ----------------------------------------- | ----------------------------------------- | ------------------------- |
| 1990年 | 影山正美                                  | 影山正美                                  | アルゴ-トムス・FT10       |
|        | メイン                                    | ウエスト                                  |                           |
| 1991年 | 田嶋栄一                                  | 望月英弘                                  | アルゴ-トムスFT10・トヨタ |
| 1992年 | 細野智行                                  | 山本将之                                  | アルゴ-トムスFT10・トヨタ |
| 1993年 | 木下みつひろ                              | 千石栄次                                  | アルゴ-トムスFT10・トヨタ |
| 1994年 | 服部茂章                                  | 中谷二郎                                  | アルゴ-トムスFT10・トヨタ |
| 1995年 | 藤田孝博                                  | 立川祐路                                  | トムスFT20・トヨタ        |
| 1996年 | 藤原靖久                                  | 来嶋真也                                  | トムスFT20・トヨタ        |
| 1997年 | ルベン・デルフラー                        | 高木真一                                  | トムスFT20・トヨタ        |
| 1998年 | 築地正博                                  | 井上智行                                  | トムスFT20・トヨタ        |
| 1999年 | サトウカイチ                              | 井上智                                    | トムスFT20・トヨタ        |
|        | チャンピオン                              |                                           |                           |
| 2000年 | 後藤聡 UGOルボーセ・スパ東照FT            | 後藤聡 UGOルボーセ・スパ東照FT            | トムスFT20・トヨタ        |
| 2001年 | 横溝直輝 SUPER NOVA                       | 横溝直輝 SUPER NOVA                       | トムスFT20・トヨタ        |
| 2002年 | 小早川済瑠 PYRAMIC.COMルボーセ            | 小早川済瑠 PYRAMIC.COMルボーセ            | トムスFT30・トヨタ        |
| 2003年 | 中嶋一貴 ウルトラフロースカラシップFT     | 中嶋一貴 ウルトラフロースカラシップFT     | トムスFT30・トヨタ        |
| 2004年 | 安岡秀徒 ノームフェスト・ルボーセFT       | 安岡秀徒 ノームフェスト・ルボーセFT       | トムスFT30・トヨタ        |
| 2005年 | 大嶋和也 TDPスカラシップFT                | 大嶋和也 TDPスカラシップFT                | トムスFT30・トヨタ        |
| 2006年 | 関口雄飛 ギャマット・マセキ芸能bpFT       | 関口雄飛 ギャマット・マセキ芸能bpFT       | トムスFT30・トヨタ        |
| 2007年 | ケイ・コッツォリーノ カルミネ・ルボーセFT | ケイ・コッツォリーノ カルミネ・ルボーセFT | トムスFT30・トヨタ        |